# Ceropegia elegans
Ceropegia elegans ist eine Pflanzenart aus der Unterfamilie der Seidenpflanzengewächse (Asclepiadoideae). 

## Beschreibung, Phänologie  und Ökologie

### Erscheinungsbild und Blatt
Ceropegia elegans ist eine ausdauernde, krautige Pflanze. Sie besitzt Faserwurzeln. Die Laubblätter sind in Blattstiel und Blattspreite gegliedert. Der sehr schlanke Blattstiel ist etwa 1,9 bis 2,5 cm  lang. Die leicht fleischigen Blattspreiten sind bei einer Länge von 5 bis 10 cm  und einer Breite von 2,5 bis 3,75 cm eiförmig mit spitzem oder zugespitzten oberen Ende. 

### Blütenstand und Blüte
Der Blütenstandsschaft ist 1,25 bis 5 cm  lang. Der Blütenstand enthält nur drei bis fünf Blüten. Die Tragblätter sind pfriemlich. Der Blütenstiel ist kurz. Die zwittrigen Blüten sind zygomorph und fünfzählig mit doppelten Blütenhülle. Die fünf Kelchblätter sind fadenförmig und kahl. Die Blütenkrone ist etwa 3,2 bis 4,5 cm  lang. Die fünf Kronblätter sind im unteren Teil zu einer außen kahlen, stark gebogenen Kronröhre (Sympetalie) verwachsen. Der untere Teil („Kronkessel“) ist kugelig oder länglich-aufgebläht. Darüber verengt sich die Kronröhre, um zur Blütenmündung hin sich trichterförmig zu erweitern und besitzt dort einen Durchmesser von 1,9 bis 2,5 cm . Der „Kronkessel“ ist purpurfarben gestreift, der obere Teil der Kronröhre ist dicht mit purpurfarbenen Flecken versehen. Die Zipfel der interstaminalen, äußeren Nebenkrone sind 1,25 mm lang und mittig eingeschnitten; damit zeigt die äußere Nebenkrone zehn gleichartige, linealisch geformte Fortsätze, die purpurfarbene Flecken tragen. Die purpurfarbenen, kahlen Zipfel der staminalen, inneren Nebenkrone sind bei einer Länge von etwa 2 mm pfriemlich, stehen aufrecht und neigen sich zum äußeren Ende zusammen. Ansari (1984) und Jagtap et al. (1999) geben als Blütezeit Juni bis Dezember an. Die Befruchtung erfolgt durch kleine Fliegen.

### Frucht und Samen
Die sehr schlanken, drehrunden, häutigen Balgfrüchte sind etwa 18 bis 23 cm  lang. Die Samen sind bei einer Länge von etwa 1,25 cm  im Umriss linealisch. Die Früchte wurden von Dezember bis April beobachtet. 

### Chromosomenzahl
Die Chromosomenzahl ist 2n = 66.

## Vorkommen
Ceropegia elegans kommt in den indischen Bundesstaaten Karnataka, Kerala und Tamil Nadu und Myanmar vor. Sie gedeiht dort in Höhenlagen von etwa 1000 bis 2000 Meter. 

## Taxonomie
Die Erstbeschreibung von Ceropegia elegans erfolgte 1830 durch Nathaniel Wallich im Curtis's Botanical Magazine, Band 57, Tafel 3015. Eine weitere Abbildung publizierte 1835 John Lindley auf Tafel 1706 im 20. Band von Edward's Botanical Register. Es existieren mehrere Synonyme für Ceropegia elegans Wall.: Ceropegia sphenanantha Arn. & Wight in Wight (und die darauf beruhende Falschschreibung Ceropegia sphenanthera Decne.), Ceropegia myosorensis Wight. Ceropegia walkerae Wight, Ceropegia elegans var. walkerae (Wight) Trimen, Ceropegia similis N.E.Br., Ceropegia ledgeri N.E.Br. Die Varietät Ceropegia elegans var. walkerae (Wight) Trimen (= Ceropegia walkerae Wight) war bereits von Herbert Huber 1957 eingezogen worden. 
Nach der phylogenetischen Analyse von Surveswaran et al. 2009 steht Ceropegia elegans sehr basal zu den anderen Ceropegia-Arten der Western Ghats.